# Teleinformatyka
Teleinformatyka – równoważna ściśle powiązanym: informatyce technicznej z telekomunikacją, jako specjalność w dyscyplinie nauk inżynieryjno-technicznych oraz kierunek studiów, obejmująca inżynierię komputerów i oprogramowania w projektowaniu i eksploatacji systemów teleinformatycznych funkcjonujących z wykorzystaniem sieci internetowej.

## Etymologia
W latach 78/79 dyskutowano w Polsce o dwóch rozumieniach pojęcia teleinformatyka (nazwa pochodząca ze złożenia nazwy telekomunikacja i informatyka) stwierdzając:

Przez teleinformatykę rozumiemy dział informatyki, w którym przynajmniej niektóre zadania elementarne są wykonywane zdalnie za pomocą środków telekomunikacyjnych oraz dział telekomunikacji zajmujący się problematyką szeroko rozumianego zdalnego dostępu komputerów nosi nazwę teleinformatyka.

a było to jeszcze w czasach mechanicznych i elektronicznych central PSTN.
Termin teleinformatyka istniał nieco w zapomnieniu przez następne lata. Jednakże w tych latach coraz więcej urządzeń sieci telekomunikacyjnych było projektowanych w technice cyfrowej, aż do opracowania infrastruktury sieciowej całkowicie zarządzanej przez systemy informatyczne. Równocześnie w tych latach, systemy informatyczne w znaczącym stopniu uzależniły swoje działania od stałego dostępu do publicznej sieci teleinformatycznej – internetu, stając się systemami teleinformatycznymi. Pojawiły się też nowe wymagania na zapewnienie bezpieczeństwa systemów i sieci – bezpieczeństwa teleinformatycznego. Symbioza informatyki i telekomunikacji stała się faktem.
Coraz więcej uczelni wprowadza kierunki studiów dziennych oraz podyplomowych: „informatyka techniczna i telekomunikacja oraz studiów „teleinformatyka”. Istnieje też zawód „technik teleinformatyk”.
Obecnie termin teleinformatyka oraz teleinformatyczny jest już powszechnie używany i dobrze rozumiany. Występuje też w szerszym znaczeniu opisu produktów i usług teleinformatycznych społeczeństwa cyfrowego.
W ramach obowiązującej od 2018 w Polsce Klasyfikacji dziedzin i dyscyplin naukowych teleinformatyka jest specjalnością w ramach szerokiej dyscypliny informatyka techniczna i telekomunikacja w dziedzinie nauk inżynieryjno-technicznych.

## Badania i program kierunku teleinformatyka
Zakres badań i przedmioty programu obejmują praktycznie cały obszar wiedzy informatycznej i telekomunikacyjnej, stąd konieczne jest formowanie specjalności i specjalizacji. W tym obszarze znajdują się działy:
- podstawy teorii informacji i transmisji sygnałów cyfrowych
- inżynieria komputerowa z ukierunkowaniem na projektowanie cyfrowych urządzeń sieciowych oraz systemów mikroprocesorowych.
- inżynieria oprogramowania z ukierunkowaniem na integrację systemów informatycznych działających w sieci z gwarancjami bezpieczeństwa teleinformatycznego.
- inżynieria sieci przewodowych i bezprzewodowych z zarządzaniem ruchem i usługami teleinformatycznymi.
- multimedia szeroko rozumiane.